# Wear Valley
Wear Valley era un distretto locale della contea di Durham, Inghilterra, Regno Unito, con sede a Crook.
Il distretto fu creato con il Local Government Act 1972, il 1º aprile, 1974 dalla fusione dei distretti urbani di Bishop Auckland, Crook, Tow Law e Willington con il Distretto rurale di Weardale.

## Parrocchie civili
Le parrocchie, che non comprendono l'area del capoluogo e Willington, erano:
- Dene Valley
- Edmondbyers
- Hunstanworth
- Stanhope
- Tow Law
- Wolsingham
- Witton-le-Wear
- West Auckland